# Villa Solhem, Lidingö

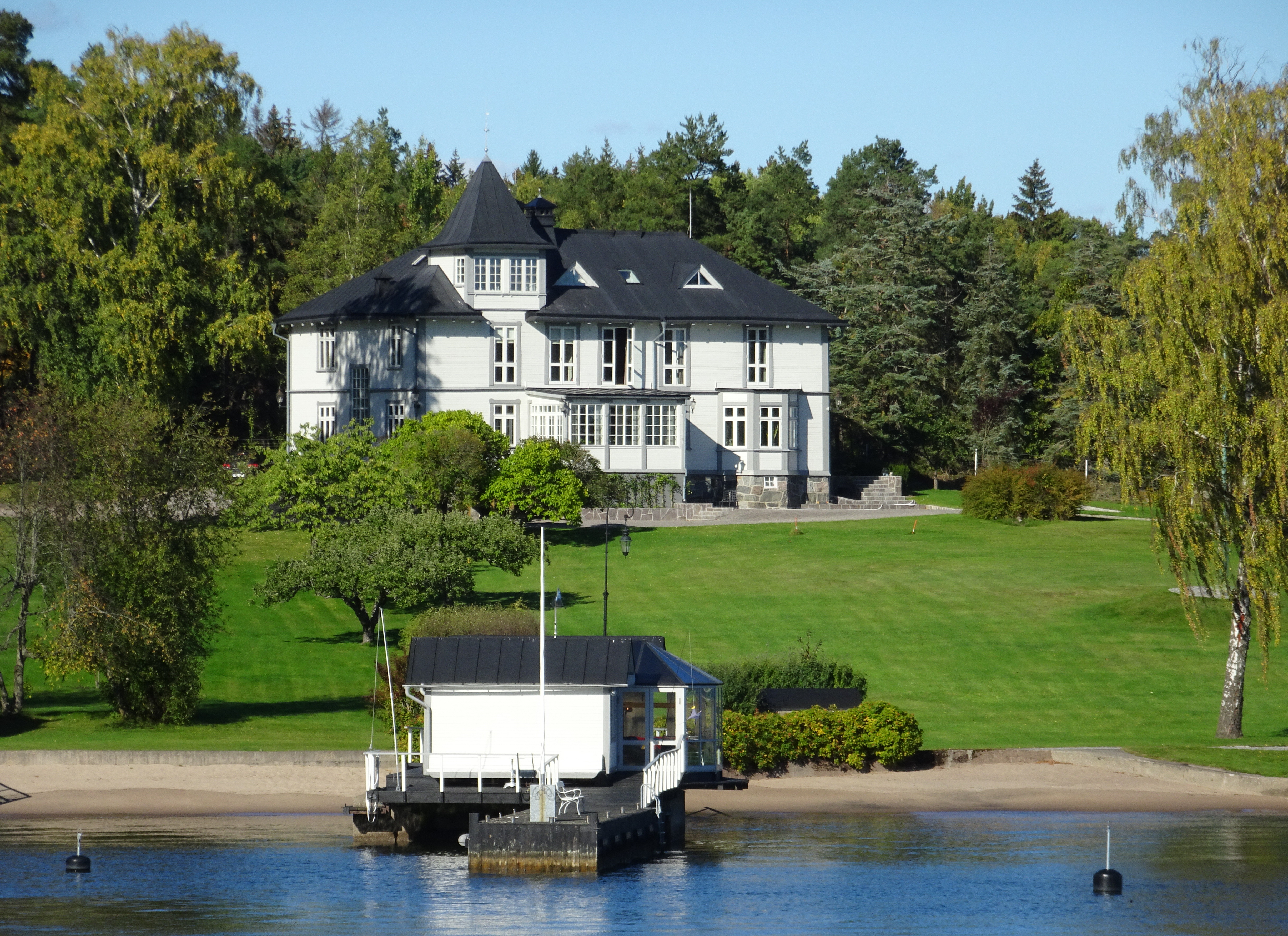
Villa Solhem, september 2021.

Villa Solhem är en äldre villa uppförd 1916 vid nuvarande Duvholmsvägen 1 i kommundelen Elfvik i Lidingö kommun.

## Beskrivning

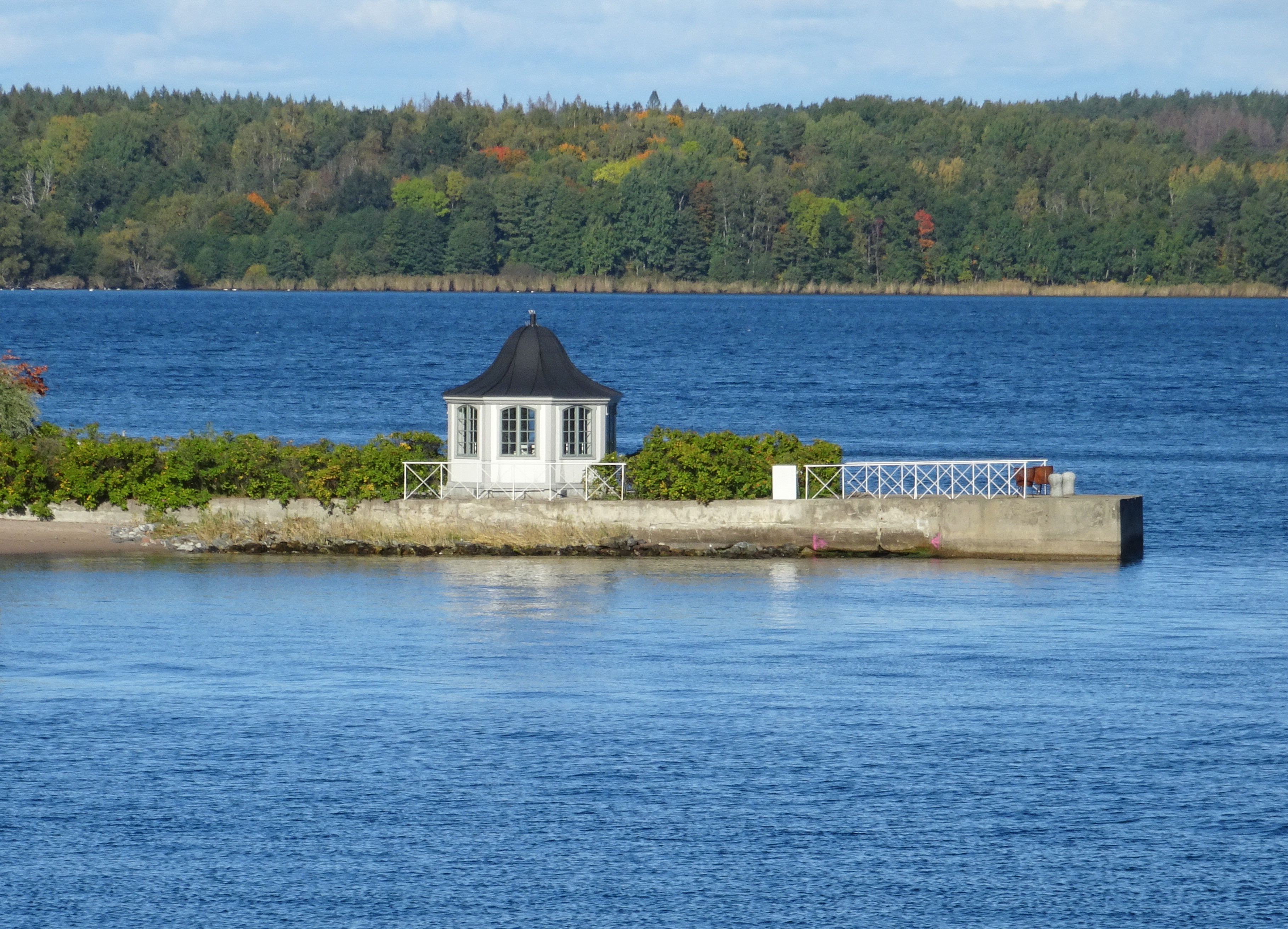
Lusthuset.

På Elfviks udde och platsen för en äldre byggnad som tillhörde Elfviks gård uppfördes denna villa 1916 efter ritningar av arkitekt Albin Brag. Tomten utgörs av en södersluttning ner mot Höggarnsfjärden. Huvudbyggnaden placerades högt upp på tomten med vidsträckt vy över Stockholms inlopp. Vid vattnet finns flera andra byggnader, en brygga med båt- och badhus och en pir med ett litet lusthus.
Huvudbyggnaden är ett massivt trähus i två våningar med ett karakteristiskt hörntorn på hög stensockel. Fasaderna är klädda med liggande fasspontpanel och taket täcks av svartmålat plåt. Den ursprungligen färgsättningen med gulockra fasader och vitmålade snickerier är idag (2021) ändrad till vit (fasader och snickerier) respektive gråvit (pilaster och fönsterfoder). Det lilla lusthuset vid vattnet bidrar till miljöns samlande karaktär visande en sommarvilla från tidigt 1900-tal.